# Al-Zahir
Abū al-Naṣr "al-Ẓāhir bi-amr Allāh" Muḥammad ibn Aḥmad al-Nāṣir (in arabo أبو النصر "الظاهر بأمر الله" محمد بن أحمد الناصر‎?; Baghdad, 1175 – 10 luglio 1226) è stato califfo abbaside dal 1225 al 1226.
Durante il suo breve regno abbassò le tasse e formò un nuovo esercito. Morì il 10 luglio 1226 e gli succedette il figlio al-Mustansir.